# Uzunkuyu, Aladağ
Uzunkuyu là một xã thuộc huyện Aladağ, tỉnh Adana, Thổ Nhĩ Kỳ. Dân số thời điểm năm 2009 là 266 người.